# Edizioni di Tutto il calcio minuto per minuto
Questa lista elenca nel dettaglio le 65 edizioni e quella sperimentale della trasmissione radiofonica Tutto il calcio minuto per minuto a partire dal 10 gennaio 1960, quando andò in onda la prima puntata ufficiale.
Per ogni edizione sono elencati la stagione sportiva a cui si fa riferimento, il numero di puntate, il periodo di trasmissione, e il numero di trasmissioni complessive andate in onda fino a quel momento.

## Edizioni
| Nome                              | Puntate | Periodo di trasmissione                                              | Puntante complessive | Note              |
| --------------------------------- | ------- | -------------------------------------------------------------------- | -------------------- | ----------------- |
| Edizione sperimentale (1959–1960) | 17      | dal 10 gennaio all'8 maggio 1960                                     | 1-17                 |                   |
| 1ª edizione (1960–1961)           | 30      | dal 25 settembre 1960 al 7 maggio 1961                               | 18-48                |                   |
| 2ª edizione (1961–1962)           | 30      | dal 27 agosto 1961 al 18 marzo 1962                                  | 49–79                |                   |
| 3ª edizione (1962–1963)           | 30      | dal 16 settembre 1962 al 21 aprile 1963                              | 80–110               |                   |
| 4ª edizione (1963–1964)           | 30      | dal 15 settembre 1963 al 26 aprile 1964                              | 111–141              |                   |
| 5ª edizione (1964–1965)           | 30      | dal 13 settembre 1964 al 9 maggio 1965                               | 142–172              |                   |
| 6ª edizione (1965–1966)           | 30      | dal 5 settembre 1965 al 24 aprile 1966                               | 173–203              |                   |
| 7ª edizione (1966–1967)           | 30      | dal 18 settembre 1966 al 30 aprile 1967                              | 204–234              |                   |
| 8ª edizione (1967–1968)           | 26      | dal 24 settembre 1967 al 31 marzo 1968                               | 235–261              |                   |
| 9ª edizione (1968–1969)           | 26      | dal 29 settembre 1968 al 20 aprile 1969                              | 262–288              | [ N 1 ]           |
| 10ª edizione (1969–1970)          | 30      | dal 14 settembre 1969 al 26 aprile 1970                              | 289–319              | [ N 2 ] [ 1 ]     |
| 11ª edizione (1970–1971)          | 30      | dal 27 settembre 1970 al 23 maggio 1971                              | 320–350              |                   |
| 12ª edizione (1971–1972)          | 30      | dal 3 ottobre 1971 al 28 maggio 1972                                 | 351–381              |                   |
| 13ª edizione (1972–1973)          | 30      | dal 24 settembre 1972 al 20 maggio 1973                              | 382–412              |                   |
| 14ª edizione (1973–1974)          | 30      | dal 7 ottobre 1973 al 19 maggio 1974                                 | 413–443              |                   |
| 15ª edizione (1974–1975)          | 28      | dal 6 ottobre 1974 al 18 maggio 1975                                 | 444–472              | [ N 3 ]           |
| 16ª edizione (1975–1976)          | 30      | dal 5 ottobre 1975 al 16 maggio 1976                                 | 473–503              |                   |
| 17ª edizione (1976–1977)          | 30      | dal 3 ottobre 1976 al 22 maggio 1977                                 | 504–534              | [ N 4 ]           |
| 18ª edizione (1977–1978)          | 37      | dall'11 settembre 1977 all'11 giugno 1978                            | 535–572              | [ N 5 ]           |
| 19ª edizione (1978–1979)          | 35      | dal 1º ottobre 1978 al 24 giugno 1979                                | 573–608              |                   |
| 20ª edizione (1979–1980)          | 34      | dal 16 settembre 1979 all'8 giugno 1980                              | 609–643              |                   |
| 21ª edizione (1980–1981)          | 34      | dal 14 settembre 1980 al 21 giugno 1981                              | 644–678              |                   |
| 22ª edizione (1981–1982)          | 33      | dal 13 settembre 1981 al 13 giugno 1982                              | 679–712              | [ N 6 ]           |
| 23ª edizione (1982–1983)          | 34      | dal 12 settembre 1982 al 12 giugno 1983                              | 713–747              | [ N 7 ]           |
| 24ª edizione (1983–1984)          | 34      | dall'11 settembre 1983 al 10 giugno 1984                             | 748–782              | [ N 8 ]           |
| 25ª edizione (1984–1985)          | 33      | dal 16 settembre 1984 al 16 giugno 1985                              | 783–816              | [ N 9 ]           |
| 26ª edizione (1985–1986)          | 37      | dall'8 settembre 1985 al 15 giugno 1986                              | 817–854              |                   |
| 27ª edizione (1986–1987)          | 35      | dal 14 settembre 1986 al 21 giugno 1987                              | 855–890              | [ N 10 ]          |
| 28ª edizione (1987–1988)          | 35      | dal 13 settembre 1987 al 19 giugno 1988                              | 891–926              | [ N 11 ]          |
| 29ª edizione (1988–1989)          | 37      | dall'11 settembre 1988 al 18 giugno 1989                             | 927–964              | [ N 12 ]          |
| 30ª edizione (1989–1990)          | 39      | dal 27 agosto 1989 al 3 giugno 1990                                  | 965–1004             | [ N 13 ]          |
| 31ª edizione (1990–1991)          | 38      | dal 9 settembre 1990 al 16 giugno 1991                               | 1005–1043            | [ N 14 ]          |
| 32ª edizione (1991–1992)          | 38      | dal 1º settembre 1991 al 14 giugno 1992                              | 1044–1082            | [ N 15 ]          |
| 33ª edizione (1992–1993)          | 38      | dal 6 settembre 1992 al 13 giugno 1993                               | 1083–1121            | [ N 16 ]          |
| 34ª edizione (1993–1994)          | 38      | dal 29 agosto 1993 al 5 giugno 1994                                  | 1122–1160            |                   |
| 35ª edizione (1994–1995)          | 38      | dal 4 settembre 1994 all'11 giugno 1995                              | 1161–1199            |                   |
| 36ª edizione (1995–1996)          | 38      | dal 27 agosto 1995 al 9 giugno 1996                                  | 1200–1238            |                   |
| 37ª edizione (1996–1997)          | 39      | dall'8 settembre 1996 al 15 giugno 1997                              | 1239–1278            |                   |
| 38ª edizione (1997–1998)          | 39      | dal 31 agosto 1997 al 14 giugno 1998                                 | 1279–1318            | [ N 17 ]          |
| 39ª edizione (1998–1999)          | 39      | dal 6 settembre 1998 al 13 giugno 1999                               | 1319–1358            |                   |
| 40ª edizione (1999–2000)          | 37      | dal 29 agosto 1999 all'11 giugno 2000                                | 1359–1396            | [ N 18 ] [ N 19 ] |
| 41ª edizione (2000–2001)          | 38      | dal 30 settembre 2000 al 17 giugno 2001                              | 1397–1435            | [ N 20 ]          |
| 42ª edizione (2001–2002)          | 38      | dal 26 agosto 2001 al 2 giugno 2002                                  | 1436–1474            |                   |
| 43ª edizione (2002–2003)          | 39      | dal 14 settembre 2002 al 7 giugno 2003                               | 1475–1514            |                   |
| 44ª edizione (2003–2004)          | 49      | dal 31 agosto 2003 al 12 giugno 2004                                 | 1515–1564            |                   |
| 45ª edizione (2004–2005)          | 55      | dal 12 settembre 2004 all'11 giugno 2005                             | 1565–1620            | [ N 21 ]          |
| 46ª edizione (2005–2006)          | 80      | dal 27 agosto 2005 al 28 maggio 2006                                 | 1621–1701            | [ N 22 ]          |
| 47ª edizione (2006–2007)          | 81      | dal 9 settembre 2006 al 10 giugno 2007                               | 1702–1783            | [ N 23 ]          |
| 48ª edizione (2007–2008)          | 82      | dal 25 agosto 2007 al 1º giugno 2008                                 | 1784–1866            |                   |
| 49ª edizione (2008–2009)          | 80      | dal 30 agosto 2008 al 31 maggio 2009                                 | 1867–1947            |                   |
| 50ª edizione (2009–2010)          | 81      | dal 22 agosto 2009 al 30 maggio 2010                                 | 1948–2029            | [ N 24 ] [ N 25 ] |
| 51ª edizione (2010–2011)          | 80      | dal 20 agosto 2010 al 29 maggio 2011                                 | 2030–2110            |                   |
| 52ª edizione (2011–2012)          | 80      | dal 27 agosto 2011 al 26 maggio 2012                                 | 2111–2191            | [ N 26 ]          |
| 53ª edizione (2012–2013)          | 80      | dal 25 agosto 2012 al 19 maggio 2013                                 | 2192–2272            | [ N 27 ]          |
| 54ª edizione (2013–2014)          | 80      | dal 24 agosto 2013 al 30 maggio 2014                                 | 2273–2353            |                   |
| 55ª edizione (2014–2015)          | 80      | dal 30 agosto 2014 al 31 maggio 2015                                 | 2354–2434            |                   |
| 56ª edizione (2015–2016)          | 80      | dal 22 agosto 2015 al 20 maggio 2016                                 | 2435–2515            |                   |
| 57ª edizione (2016–2017)          | 80      | dal 20 agosto 2016 al 28 maggio 2017                                 | 2516–2596            |                   |
| 58ª edizione (2017–2018)          | 79      | dal 19 agosto 2017 al 20 maggio 2018                                 | 2597–2676            | [ 2 ]             |
| 59ª edizione (2018–2019)          | 74      | dal 19 agosto 2018 al 26 maggio 2019                                 | 2677–2751            | [ 3 ]             |
| 60ª edizione (2019–2020)          | 78      | dal 25 agosto 2019 all'8 marzo 2020 e dal 20 giugno al 2 agosto 2020 | 2752–2830            | [ 4 ]             |
| 61ª edizione (2020–2021)          | 75      | dal 20 settembre 2020 al 23 maggio 2021                              | 2831–2906            | [ 5 ]             |
| 62ª edizione (2021–2022)          | 80      | dal 22 agosto 2021 al 21 maggio 2022                                 | 2907–2986            | [ 6 ] [ N 28 ]    |
| 63ª edizione (2022–2023)          | 76      | dal 13 agosto 2022 al 4 giugno 2023                                  | 2987–3062            | [ 7 ] [ N 29 ]    |
| 64ª edizione (2023–2024)          | 75      | dal 19 agosto 2023 al 26 maggio 2024                                 | 3063–3137            |                   |
| 65ª edizione (2024–2025)          | 72      | dal 17 agosto 2024 al 25 maggio 2025                                 | 3138–3209            | [ 8 ]             |

### Esplicative
1. ↑  Delle prime nove edizioni della trasmissione non esistono documentazioni registrate nelle Teche Rai.
2. ↑  Da questa edizione il programma fornì la copertura totale del campionato di serie A e si sono conservate le registrazioni nelle Teche Rai
3. ↑  Il 22 dicembre 1974 e il 5 gennaio 1975 la trasmissione non andò in onda per agitazioni sindacali delle maestranze. La puntata del 27 aprile divenne celebre per un insulto di Ameri ai danni di Ciotti, “reo” di averlo interrotto più volte per comunicare gli aggiornamenti della partita seguita da Ciotti. Ameri venne inizialmente ripreso da Bortoluzzi e infine escluso dalla scaletta di giornata.
4. ↑  Dalla puntata del 18 ottobre del 1976 la trasmissione ha una sigla propria, un frammento di Caravan nella versione di Eumir Deodato. Ultima edizione nella quale il programma seguì soltanto la serie A.
5. ↑  Da questa edizione il programma iniziò a seguire anche la serie B, sia nelle giornate di sosta della serie A (a partire dal 13 novembre 1977), sia nelle ultime giornate del torneo cadetto.
6. ↑  Il 21 marzo 1982 la trasmissione non andò in onda per uno sciopero generale dei giornalisti.
7. ↑  Il programma inizia ad essere trasmesso in modulazione di frequenza anche sui canali stereofonici di RaiStereoDue e RaiStereoUno, oltre che sulle onde medie
8. ↑  La sigla del programma diventa A Taste of Honey nella versione di Herb Alpert & The Tijuana Brass.
9. ↑  Il 28 aprile 1985 la trasmissione non andò in onda per uno sciopero generale dei giornalisti.
10. ↑  Curatori: Guglielmo Moretti, Gilberto Evangelisti. Vice curatore: Mario Giobbe. Regista: Gioia Paolini. Redattori: Bruno Talamonti, Maurizio Losa, Sergio Chiesa. Assistente tecnico: Eugenio Riva. Ultima edizione curata da Guglielmo Moretti e condotta da Roberto Bortoluzzi.
11. ↑  La cura della trasmissione è affidata a Mario Giobbe e alla conduzione subentra Massimo De Luca, con nuova sigla, composta da Mauro Lusini e formula leggermente ritoccata: i campi di serie A (e serie B nelle trasmissioni a loro dedicate) in precedenza non collegati e dai quali si fornivano notizie da studio adesso prevedono un collegamento e intervengono soltanto nel caso di marcature, rigori o espulsioni.
12. ↑  L'11 dicembre 1988 la trasmissione non andò in onda per uno sciopero alla Rai di Milano.
13. ↑  Edizione durante la quale va in onda la puntata n. 1000 della trasmissione, trasmessa il 6 maggio del 1990. È inoltre l'ultima nella quale vengono trasmessi soltanto i secondi tempi delle partite.
14. ↑  Viene inglobata anche la cronaca dei primi tempi, che dal 1977-1978 andava in onda nel programma Domenica Sport sul secondo canale radiofonico. Dal 1º aprile 1991 la trasmissione aveva cessato di trasmettere sulle frequenze di Rai Stereo Uno e RaiStereoDue per trasferirsi sulle neo matricole StereoRai e RadioVerdeRai fino al 13 marzo 1994.
15. ↑  Ultima edizione condotta da Massimo De Luca.
16. ↑  La cura della trasmissione è affidata a Marco Martegani e alla conduzione subentra Alfredo Provenzali.
17. ↑  Viene reintrodotta la sigla A Taste of Honey di Herb Alpert & The Tijuana Brass.
18. ↑  Il 9 aprile 2000 la trasmissione non andò in onda per uno sciopero nazionale dei giornalisti.
19. ↑  Ultima edizione andata in onda dal Centro di produzione Rai di Milano nella sede di Corso Sempione 27.
20. ↑  Il programma viene trasmesso dal Centro Rai di Saxa Rubra a Roma.
21. ↑  Ultima edizione nella quale va in onda una puntata per settimana.
22. ↑  Con lo spostamento della serie B al sabato, la trasmissione va in onda due volte la settimana. La puntata del sabato è condotta da Filippo Corsini mentre quella domenicale da Alfredo Provenzali.
23. ↑  Nel conteggio è compresa anche la puntata del 4 febbraio 2007, senza radiocronache, con il campionato sospeso a causa degli scontri di Catania avvenuti due giorni prima.
24. ↑  Nel conteggio è compresa anche la puntata del 10 ottobre 2009, dedicata alla serie A femminile.
25. ↑  Edizione durante la quale vanno in onda, oltre alla trasmissione celebrativa del 10 gennaio 2010, anche la puntata n. 2000 del programma.
26. ↑  Ultima edizione con Alfredo Provenzali, che conduce l'ultima sua puntata il 2 maggio 2012.
27. ↑  Filippo Corsini conduce sia la trasmissione del sabato che quella domenicale, coadiuvato saltuariamente da Massimiliano Graziani nelle trasmissioni dedicate alla serie B.
28. ↑  Da questa edizione Massimiliano Graziani conduce stabilmente le puntate del sabato mentre Filippo Corsini conduce quelle domenicali. Il 12 marzo 2022, per la prima volta nella storia del programma, la puntata del sabato non viene trasmessa da Rai Radio 1 ma soltanto sul canale digitale Rai Radio 1 Sport.
29. ↑  Edizione durante la quale va in onda la puntata n. 3 000 del programma.

### Riferimenti
1. ↑   Tutto il calcio minuto per minuto - Puntata n. 300 del 14/12/1969 (MP3), su radio.rai.it. URL consultato il 19 aprile 2022.
2. ↑   Tutto il calcio minuto per minuto, stagione 2017-2018 – archivio puntate in podcast, su raiplayradio.it. URL consultato il 6 giugno 2021.
3. ↑   Tutto il calcio minuto per minuto, stagione 2018-2019 – archivio puntate in podcast, su raiplayradio.it. URL consultato il 6 giugno 2021.
4. ↑   Tutto il calcio minuto per minuto, stagione 2019-2020 – archivio puntate in podcast, su raiplayradio.it. URL consultato il 6 giugno 2021.
5. ↑   Tutto il calcio minuto per minuto, stagione 2020-2021 – archivio puntate in podcast, su raiplayradio.it. URL consultato il 6 giugno 2021.
6. ↑   Tutto il calcio minuto per minuto, stagione 2021-2022 – archivio puntate in podcast, su raiplaysound.it. URL consultato il 1º marzo 2022.
7. ↑   Tutto il calcio minuto per minuto, stagione 2022-2023 – archivio puntate in podcast, su raiplaysound.it. URL consultato il 2 luglio 2023.
8. ↑   Tutto il calcio minuto per minuto, stagione 2024-2025 – archivio puntate in podcast, su raiplaysound.it. URL consultato il 21 agosto 2024.